# T'aech'ŏn-gun
T'aech'ŏn-gun (koreanska: 태천군) är en kommun i Nordkorea.   Den ligger i provinsen Norra P'yŏngan, i den västra delen av landet, 100 km norr om huvudstaden Pyongyang. Arean är 721 kvadratkilometer.
Terrängen i T'aech'ŏn-gun är huvudsakligen kuperad, men åt sydost är den platt.